# Ducato di Franconia
Il ducato di Franconia (in tedesco Herzogtum Franken) era uno dei cinque ducati originari del regno dei Franchi Orientali all'inizio del X secolo. La parola Franconia, usata per la prima volta in un documento scritto in latino del 1053, fu usata come le parole Francia, Francia e Franken, a una porzione della terra occupata dai Franchi.

## Geografia
Si estendeva lungo la valle del fiume Meno dalla sua confluenza con il Reno superiore fino alla marca di Nordgau, nelle aree dell'attuale regione bavarese della Franconia, nelle adiacenti parti meridionali dello stato libero della Turingia, a nord Baden-Württemberg (ovvero Reno-Neckar e Heilbronn-Franken) e Assia. Comprendeva anche diversi Gau sulla riva sinistra del Reno intorno alle città di Magonza, Spira e Worms, che comprendono l'attuale Assia renana e la regione del Palatinato.
Situato al centro di quello che sarebbe diventato il regno tedesco intorno al 919, confinava il ducato di Sassonia a nord, la Lorena (Alta e Bassa Lorena) a ovest, il ducato di Svevia a sud-ovest e il ducato di Baviera nel sud-est.

## Storia

Il territorio del ducato di Franconia era la parte del regno franco dell'Austrasia che non passò alla Francia Media/Lotaringia a seguito al trattato di Verdun

Il ducato nacque durante il declino dell'Impero carolingio, quando faceva parte del regno franco dell'Austrasia (ovvero la Francia orientalis), e ha preso forma quando le parti nord-occidentali dell'Austrasia divennero un nuovo regno chiamato Lotaringia.
A differenza degli altri ducati originari, la Franconia non si evolvette in un'entità politica stabile, anche se i conti locali della dinastia salica detenevano grandi proprietà nelle parti occidentali (Franconia renana). Nel 906 Corrado il Giovane della dinastia dei Corradinidi nel Lahngau viene menzionato come dux Franconiae. Dopo l'estinzione dei carolingi nel regno dei Franchi Orientali nel 911, fu eletto il primo re tedesco e gli successe come duca di Franconia dal fratello minore Eberardo. Tuttavia i Corradinidi non prevalsero contro la dinastia ottoniana sassoni in ascesa: nel 919 il duca Enrico di Sassonia successe a Corrado come re tedesco e il ducato originario della Franconia fu conquistato dal figlio di Enrico, re Ottone I, dopo che una rivolta senza successo del duca Eberardo, fratello e successore di Corrado al ducato, fu schiacciata nella battaglia di Andernach del 939. Il re Ottone non nominò un nuovo duca di Franconia e il ducato fu frammentato in diverse contee e diocesi, che rispondevano direttamente ai re tedeschi.
I conti della dinastia salica nella Franconia renana furono talvolta citati come duchi della Franconia e divennero la dinastia imperiale e reale della Germania nel 1024. Nel 1093 i loro territori franconi furono concessi in feudo al conte palatino di Aquisgrana, che si sarebbe evoluto nell'importante principato tedesco dell'elettorato del Palatinato (Kurpfalz). Con l'ascesa del conte Corrado il Rosso, la Franconia renana divenne il cuore della dinastia salica, che diede quattro imperatori nell'XI e XII secolo: Corrado II il Salico, Enrico III il Nero, Enrico IV di Franconia e Enrico V di Franconia. Al suo interno erano situate le città di Magonza, Spira e Worms, le ultime due erano i centri amministrativi delle contee nelle mani dei discendenti salici di Corrado il Rosso. Questi conti venivano talvolta definiti duchi di Franconia.
L'imperatore Corrado II il Salico fu l'ultimo a portare il titolo ducale. Alla sua morte nel 1039, la Franconia renana fu governata da una costellazione di piccoli stati, come le città di Francoforte sul Meno, Spira e Worms, il principe-vescovo di Magonza, Spira e Verme, nonché il Landgraviato di Assia, quindi parte di Turingia. Accanto a queste potenti entità c'erano molti stati più piccoli. Nel 1093 l'imperatore Enrico IV diede i territori salici nella Franconia renana in feudo a Enrico di Laach, il conte palatino della Bassa Lorena ad Aquisgrana. Le sue terre si evolvettero nell'importante principato dell'Elettorato del Palatinato. Mentre l'imperatore Federico Barbarossa nel 1168 concesse il titolo ducale ai principi vescovi di Würzburg nella Franconia orientale, la Franconia renana fu divisa ed il titolo estinto. I suoi territori entrarono a far parte del Provincia dell'Alto Reno nel 1500.

## Duchi

Stemma della Franconia

- Enrico di Franconia (882–886), come "margravio dei Franchi" (marchio Francorum) e "duca degli Austrasiani" (dux Austrasiorum)
- Corrado il Vecchio (?–906)[2]
- Corrado I il Giovane (906–918), anche re di Germania dal 911
- Eberardo (918–939)
- Corrado il Rosso (942–945) come "conte di Franconia" (comes Francorum), poiché Ottone I di Sassonia aveva riservato per sé il titolo di duca[3]
- Ottone di Worms (985–1004), chiamato "duca dei Franchi di Worms" (Wormatiensis dux Francorum)[4]
- Corrado di Carinzia, figlio del precedente, chiamato  "duca di Worms" (dux Wormatiensis)[4]

...
- Federico I di Svevia († 1105), si autodefinì "duca di Franconia" (dux Francorum) poco prima della morte
- Corrado II (1116–25), intitolato "duca dei Franchi Orientali" (dux Francorum orientalium)[5]

Nel 1168 il ducato di Franconia fu conferito dall'imperatore Federico I al vescovato di Würzburg. I vescovi continuarono a portare il titolo di duchi fino a quando il vescovato fu secolarizzato nel 1803 e assorbito nell'elettorato di Baviera. Quando il granducato di Würzburg, l'Elettorato di Magonza e la maggior parte delle altre parti della Franconia entrarono a far parte del Regno di Baviera nel 1814, i re assunsero il titolo ducale. L'attuale capo della casa di Wittelsbach, Francesco Bonaventura di Baviera è ancora tradizionalmente designato come "Sua Altezza Reale il duca di Baviera, duca di Svevia e Franconia, conte Palatino del Reno".